# Genia Averbuch
Pour les articles homonymes, voir Averbuch.
Eugénie "Genia" Averbuch, née en 1909 à Smila (Empire russe) et morte en 1977 à Tel Aviv-Jaffa, est une architecte israélienne. Elle est la première femme à obtenir le diplôme d'architecte à l'Académie royale des beaux-arts de Bruxelles en 1930.

## Biographie

### Jeunesse et éducation

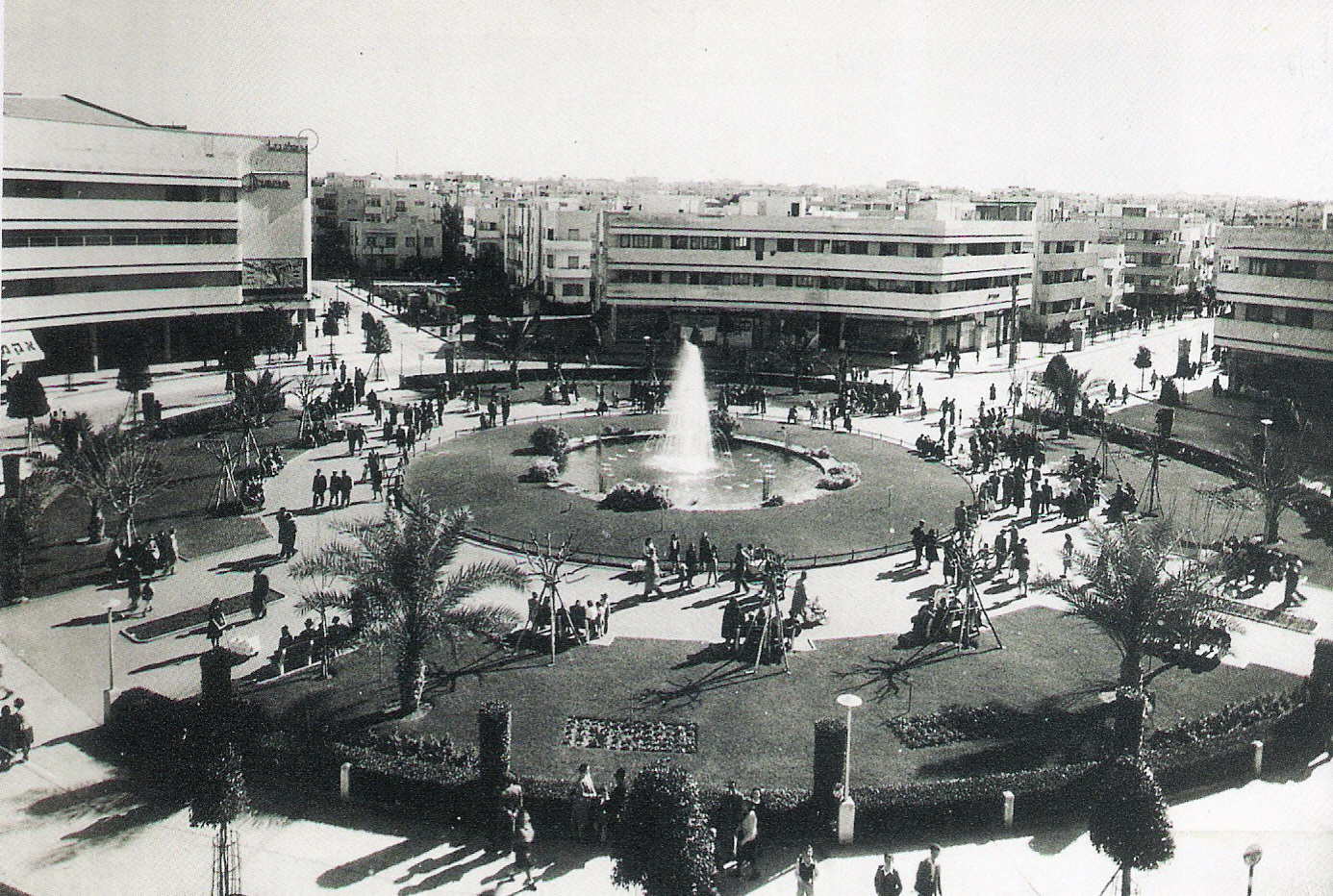
Zina Dizengoff Circle dans les années 1940

Elle naît en 1909 à Smila dans l'Empire russe (aujourd’hui en Ukraine). La famille de Genia Averbuch part pour la Palestine en 1911 quand elle a deux ans et s'installe à Tel Aviv. Son père, Zeev Averbuch, est le premier pharmacien de la ville, et sa mère Zviya est une sculptrice. Averbuch grandit et va à l'école à Tel Aviv, et en 1926, à l'âge de 17 ans, elle étudie l'architecture à la Regia Scuola di Architettura à Rome où d'autres jeunes de Palestine étudient. Après deux ans à Rome, Averbuch poursuit ses études en Belgique et obtient en 1930 un diplôme d'architecture de l'Académie royale des beaux-arts de Bruxelles. Elle devient alors une des 2 premières femmes à obtenir un diplôme d'architecture dans le pays, aux côtés de Claire Henrotin, architecte issue de La Cambre.

### Carrière

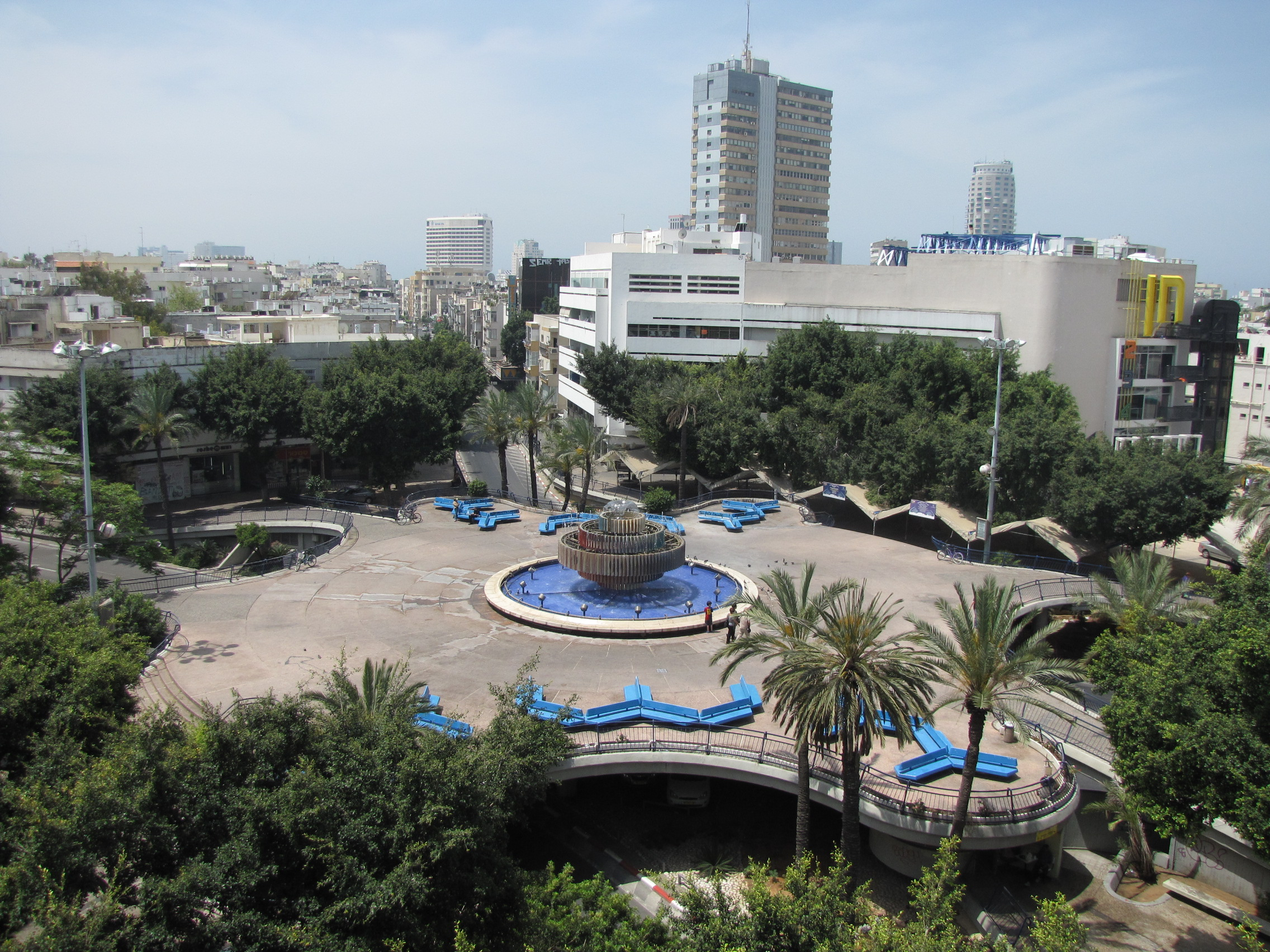
Zina Dizengoff Circle en 2010

En 1930, à l'âge de 21 ans, Averbuch retourne en Palestine et lance sa carrière professionnelle. Elle travaille pendant deux ans au département technique de l'Agence juive sous la direction de Richard Kauffmann. Elle ouvre ensuite un cabinet indépendant avec l'architecte Shlomo Ginsburg, surnommé Sha'ag, diplômé de première classe du Technion et de la première faculté d'architecture en Palestine. Averbuch est mariée à Sha'ag pendant une courte période en 1933. Tel-Aviv est le centre urbain et le cœur de la communauté juive de Palestine. La grande vague d'immigration des Juifs allemands de la classe moyenne au début des années 1930  provoque une vague de construction dans la ville. Avec Sha'ag, Averbuch conçoit de nombreux immeubles d'habitation et villas urbaines et collabore avec Elsa Gidoni Mandelstamm à la conception du Café Galina de la Foire du Levant en 1934. La géométrie blanche et la transparence de la structure sont typiques du style européen international. En 1934, Averbuch remporte un concours pour la conception d'une place municipale, Zina Dizengoff Circle, qui devient l'espace public central de la ville et le symbole de sa modernisation. En 1935, Averbuch épouse Chaim Alperin, premier commandant de la police de Tel Aviv et l'un des fondateurs de la Croix-Rouge israélienne.

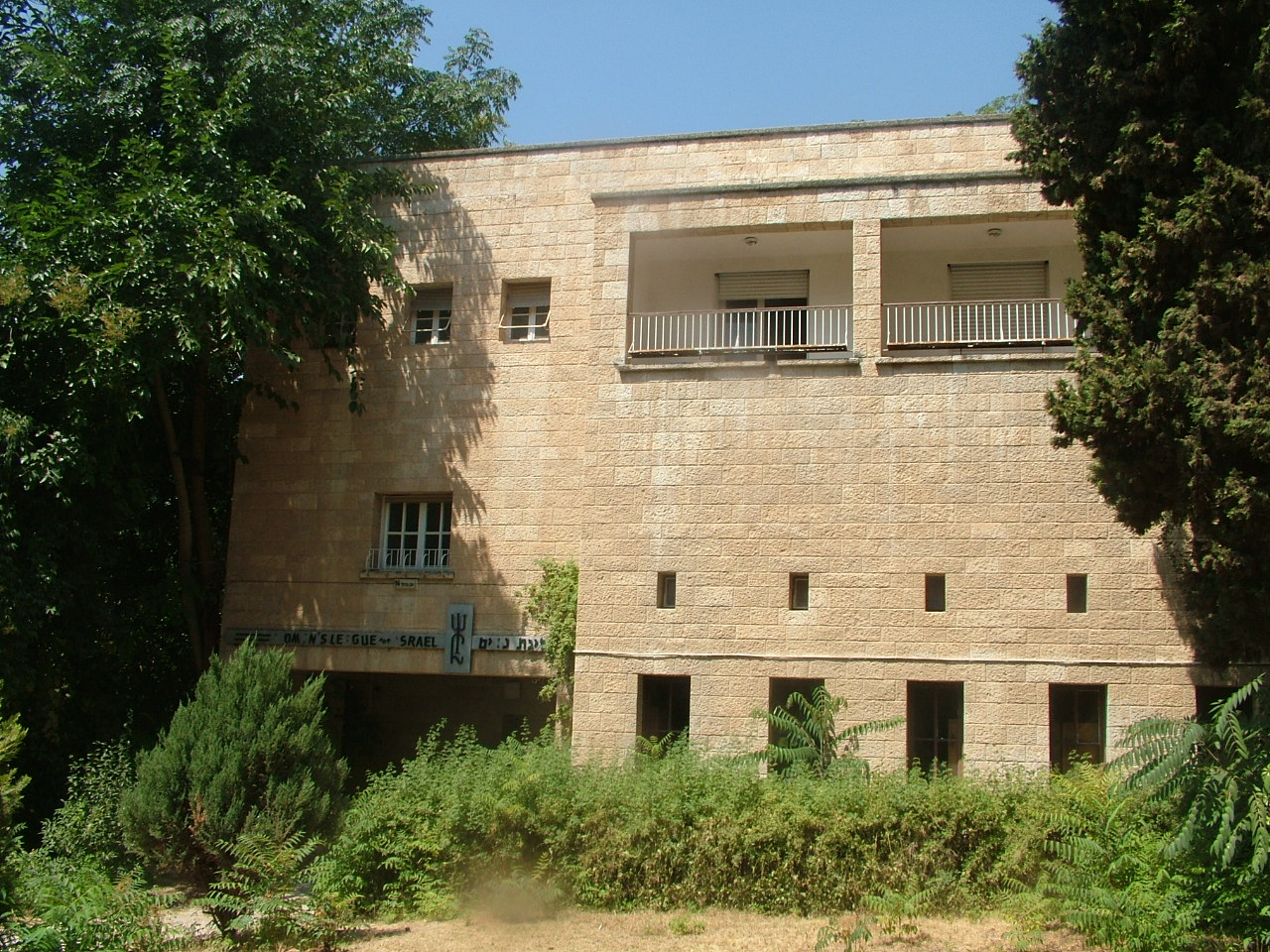
Beit ha-Halutzot 2007

Pendant la période du mandat britannique, Averbuch participe à des concours d'architecture et remporte de nombreux prix et citations. Elle est bien connue et respectée dans la communauté professionnelle. Au milieu des années 1940, elle commence à agir à titre de juge professionnelle dans le cadre de concours de design. Bon nombre des bâtiments résidentiels qu'elle a conçus à Tel-Aviv sont situés dans la zone de la ville blanche, classée au patrimoine mondial de l'UNESCO, et sont choisis pour être préservés par la municipalité de Tel-Aviv. En 2013, en reconnaissance de la contribution de Genia Averbuch au paysage urbain de Tel Aviv, la ville  décide de lui donner un nom de cercle.

## Réalisations[3]
- 1932 : 12 rue Bialik (Tel Aviv-Jaffa), avec Shlomo Ginzburg (démoli)
- 1933 : 57 rue Ahad Ha'am
- 1933 : 2 rue Balfour / 63 rue Allenby
- 1933 : 18 rue Hess
- 1934 : 31 et 33 rue Frug - Maison Habimah
- 1934 : Planification de la Place Dizengoff
- 1934 : Café Galina au Parc des Expositions, avec Shlomo Ginzburg et Elsa Gideoni (démoli)
- 1934 : 9 Boulevard Tarsat
- 1934 : 21 rue Chissin
- 1935 : 80 rue Allenby / rue Rambam
- 1935 : 11 rue Ben-Ami / 11-13 Place Dizengoff
- 1937 : 94 rue Hayarkon
- 1945 : Rue Hamasger - Ecole Shevah
- 1945 : Village de la jeunesse Hadassim (Wizo Hadassim)